# Jeux des îles de l'océan Indien
Ne doit pas être confondu avec Jeux des îles (IIGA) ou Jeux des îles (COJI).
Les Jeux des îles de l'océan Indien (JIOI) sont une compétition multisports où se rencontrent des sportifs des différentes îles du sud-ouest de l'océan Indien depuis 1979, date de la première édition des Jeux. Ils se déroulent tous les 4 ans et rassemblent actuellement sept délégations : l'île Maurice, les Seychelles, les Comores, Madagascar, Mayotte, l'île de La Réunion et les Maldives.

## Les origines
L'idée d'organiser des jeux sportifs dans l'océan Indien revient au Comité régional olympique et sportif (CROS) de La Réunion, qui a inscrit leur mise en place dans sa convention d'objectifs en 1974. Elle est adoptée par le Comité international olympique (CIO) en 1976.
Initialement baptisés Jeux de l'océan Indien, les épreuves sportives changent rapidement d'appellation pour devenir les Jeux des îles de l'océan Indien (JIOI) avant la première édition, qui a finalement lieu en 1979 en l'absence du Sri Lanka, initialement impliqué dans le projet.

## Les différentes éditions
Les premières éditions ont été organisées par les îles disposant des moyens les plus importants à tour de rôle :
1. La première édition à Saint-Denis (La Réunion, France) en 1979.
2. La deuxième édition à Port-Louis (Maurice) en 1985.
3. La troisième édition à Antananarivo (Madagascar) en 1990.
4. La quatrième édition à Victoria (Seychelles) en 1993.
5. La cinquième édition à Saint-Denis (La Réunion, France) en 1998.
6. La sixième édition au Réduit (Maurice) en 2003.
7. La septième édition à Antananarivo (Madagascar) en 2007.
8. La huitième édition à Victoria (Seychelles) en 2011.
9. La neuvième édition à Saint-Denis (La Réunion, France) en 2015.
10. La dixième édition à Maurice en 2019.
11. La onzième édition à Antananarivo (Madagascar) en 2023.
12. La douzième édition aux Comores en 2027[1].

## Tableau des médailles
Tableau des médailles après 2019[réf. nécessaire]
| Rang  | Nation     | Or   | Argent | Bronze | Total |
| ----- | ---------- | ---- | ------ | ------ | ----- |
| 1     | La Réunion | 584  | 534    | 461    | 1579  |
| 2     | Maurice    | 405  | 462    | 504    | 1371  |
| 3     | Madagascar | 353  | 339    | 371    | 1063  |
| 4     | Seychelles | 214  | 201    | 240    | 655   |
| 5     | Comores    | 4    | 11     | 48     | 63    |
| 6     | Mayotte    | 2    | 8      | 9      | 19    |
| 7     | Maldives   | 1    | 7      | 14     | 22    |
| Total | Total      | 1563 | 1562   | 1647   | 4772  |

## Pays participants
Les nations suivantes participent aux Jeux des îles :
|            | 1979 | 1985 | 1990 | 1993 | 1998 | 2003 | 2007 | 2011 | 2015 | 2019 | 2023 | Total |
| ---------- | ---- | ---- | ---- | ---- | ---- | ---- | ---- | ---- | ---- | ---- | ---- | ----- |
| Comores    | ●    | ●    | ●    | ●    | ●    | ●    | ●    | ●    | ●    | ●    | ●    | 11    |
| Madagascar | —    | ●    | ●    | ●    | ●    | ●    | ●    | ●    | ●    | ●    | ●    | 10    |
| Maldives   | ●    | ●    | ●    | ●    | ●    | ●    | ●    | ●    | ●    | ●    | ●    | 11    |
| Maurice    | ●    | ●    | ●    | ●    | ●    | ●    | ●    | ●    | ●    | ●    | ●    | 11    |
| Mayotte    | —    | —    | —    | —    | —    | ●    | ●    | ●    | ●    | ●    | ●    | 6     |
| La Réunion | ●    | ●    | ●    | ●    | ●    | ●    | ●    | ●    | ●    | ●    | ●    | 11    |
| Seychelles | ●    | ●    | ●    | ●    | ●    | ●    | ●    | ●    | ●    | ●    | ●    | 11    |
| Total      | 5    | 6    | 6    | 6    | 6    | 6    | 7    | 7    | 7    | 7    | 7    |       |

## Les épreuves
|                 | 1979 | 1985 | 1990 | 1993 | 1998 | 2003 | 2007 | 2011 | 2015 | 2019 | 2023 | Total |
| --------------- | ---- | ---- | ---- | ---- | ---- | ---- | ---- | ---- | ---- | ---- | ---- | ----- |
| Athlétisme      | ●    | ●    | ●    | ●    | ●    | ●    | ●    | ●    | ●    | ●    | ●    | 11    |
| Badminton       | ●    | ●    | ●    | ●    | ●    | ●    | —    | ●    | ●    | ●    | ●    | 10    |
| Basket-ball     | ●    | ●    | ●    | ●    | ●    | ●    | ●    | ●    | ●    | ●    | ●    | 11    |
| Beach-volley    | —    | —    | —    | —    | —    | —    | —    | —    | —    | ●    | —    | 1     |
| Boxe            | ●    | ●    | ●    | ●    | ●    | ●    | ●    | ●    | ●    | ●    | ●    | 11    |
| Cyclisme        | ●    | ●    | ●    | ●    | ●    | ●    | ●    | ●    | ●    | ●    | ●    | 11    |
| Football        | ●    | ●    | ●    | ●    | ●    | ●    | ●    | ●    | ●    | ●    | ●    | 11    |
| Haltérophilie   | ●    | ●    | ●    | ●    | ●    | ●    | ●    | ●    | ●    | ●    | ●    | 11    |
| Handball        | —    | —    | —    | —    | ●    | —    | —    | —    | ●    | -    | ●    | 3     |
| Judo            | —    | ●    | ●    | ●    | ●    | ●    | ●    | ●    | ●    | ●    | ●    | 10    |
| Karaté          | —    | —    | —    | —    | ●    | —    | ●    | —    | —    | —    | ●    | 3     |
| Kick-boxing     | —    | —    | —    | —    | —    | —    | —    | —    | —    | —    | ●    | 1     |
| Lutte           | —    | —    | ●    | —    | ●    | —    | ●    | —    | —    | —    | ●    | 4     |
| Natation        | ●    | ●    | ●    | ●    | ●    | ●    | ●    | ●    | ●    | ●    | ●    | 11    |
| Pétanque        | —    | —    | ●    | —    | —    | —    | ●    | —    | —    | —    | ●    | 3     |
| Rugby           | ●    | —    | —    | —    | —    | —    | —    | —    | —    | ●    | ●    | 3     |
| Taekwondo       | —    | —    | —    | —    | —    | —    | ●    | —    | —    | —    | ●    | 2     |
| Tennis          | ●    | ●    | ●    | ●    | ●    | ●    | ●    | —    | ●    | —    | ●    | 9     |
| Tennis de table | ●    | ●    | ●    | ●    | ●    | ●    | ●    | ●    | ●    | ●    | ●    | 11    |
| Voile           | ●    | ●    | —    | ●    | ●    | ●    | —    | ●    | ●    | ●    | —    | 8     |
| Volley-ball     | ●    | ●    | ●    | ●    | ●    | ●    | ●    | ●    | ●    | ●    | ●    | 11    |
| Total           | 13   | 13   | 14   | 13   | 16   | 13   | 15   | 12   | 14   | 14   | 19   |       |

## Les difficultés
Selon André Jean Benoît, auteur d'une histoire du sport aux Mascareignes écrite au milieu des années 1990, après quatre éditions, les Jeux des îles de l'océan Indien « sont constamment menacés par des chauvinismes non dénués d'arrière-pensées politiques ». L'organisation bute sur trois difficultés majeures.
D'abord, avant chaque édition, la liste des épreuves au programme fait l'objet d'importantes controverses, chaque entité organisatrice ayant tendance à proposer des épreuves dans lesquelles ses sportifs brillent à la place d'épreuves dans lesquelles leurs résultats sont médiocres. La Réunion fait par exemple un intense lobbying en faveur du handball, sport où sa suprématie est incontestable.
Plus généralement, il existe un important décalage entre la vision ambitieuse des Jeux qu'ont les Réunionnais et celle plus modeste dont font preuve les Malgaches, par exemple. Ce décalage est essentiellement dû aux moyens différents dont jouissent les différentes délégations et entités organisatrices, les unes bien dotées, les autres dépourvues.
La troisième difficulté vient de ce que la définition de ce qu'est un Réunionnais est mal établie et donc contestée. La délégation française pousse en faveur d'une définition plus large qui n'empêcherait pas la participation d'athlètes métropolitains récemment arrivés dans l'île. Les autres délégations estiment que l'attachement à la Réunion de certains compétiteurs est déjà contestable.
En 2003, une pomme de discorde supplémentaire a été liée à la première participation de Mayotte, que les Français ont obtenue à l'arraché, sans obtenir par ailleurs que les sportifs de l'île puissent former une délégation à part entière distincte de la délégation réunionnaise, d'où le nom étrange de France de l'océan Indien donné à l'équipe française.
La participation de Mayotte pour la première fois aux JIOI en 2003 est un compromis entre l'État français et les pays participants qui acceptent que les délégations réunionnaises et mahoraises soient regroupées sous le label "France océan indien". Si le mouvement sportif réunionnais est pour l'intégration de Mayotte, il estime que cela ne doit pas se faire au détriment de la Réunion puisque l'accord conclu (et auquel n'avait pas été convié le CROS de la Réunion) était d'inclure les sportifs mahorais dans les équipes réunionnaises. Finalement un nouveau compromis est trouvé ; les Mahorais pourront présenter des athlètes uniquement dans les sports individuels sous le même maillot France océan Indien, et sur lequel les Réunionnais pourront rajouter Réunion. Au classement "officiel" seule l'appellation France océan Indien est utilisée.
Pour les Jeux de 2007 qui se sont déroulés à Madagascar, le chef de l'État de l'Union des Comores, le colonel Azali, a accepté au mois de janvier 2006 que Mayotte participe en tant que tel aux 7es jeux des îles de l'océan Indien. Les autres pays ont souscrit à la volonté comorienne.

## Les résultats
D'après l'historien réunionnais André Jean Benoît, les résultats des quatre premières éditions des Jeux des îles montrent que Maurice n'a plus la suprématie sportive qu'elle détenait sur La Réunion au début du XXe siècle et jusqu'à la Seconde Guerre mondiale. Les sélections réunionnaises se montrent particulièrement performantes en football, en tennis et en volleyball, tandis que les Mauriciens ont maintenu une emprise sur le badminton et le tennis de table.